# Newco Pay TV
Newco Pay TV é uma subsidiária do Grupo Bandeirantes que toma conta de seus canais por assinatura.

## Serviços

### Canais de televisão
A empresa é responsável pelos canais de assinatura da Rede Bandeirantes. Suas operações com a televisão iniciaram-se em 19 de março de 2001, com a estreia do canal BandNews TV. Em 13 de maio de 2002, o BandSports foi estreado. Em 23 de junho de 2005, a empresa estreou o canal Terraviva. Em 15 de setembro de 2008, foi estreado o canal SexPrivé, em parceria com a Brasileirinhas. Em 1 de dezembro de 2012, foi estreado o canal Arte 1. Em 22 de junho de 2020, foi estreado o canal AgroMais. Em 28 de junho de 2021, foi estreado o canal Sabor & Arte. Em 5 de junho de 2022, a empresa lançou o canal Empreender em parceria com a Sebrae. O conteúdo do canal também é disponibilizado via streaming e nas redes sociais. O canal saiu do ar em fevereiro de 2024. Em 24 de abril de 2023, o canal New Brasil foi estreado em Portugal, com cobertura também em Moçambique, Angola, Estados Unidos, Argentina, Chile e Uruguai. O canal é focado no público brasileiro que mora em outros países, e traz programação dos outros canais da Band.
Em novembro de 2023, a Newco anunciou parceria com a Amagi e AD Digital para que os canais Empreender e New Brasil funcionassem como televisão via streaming gratuita suportada por anúncios. Em abril de 2024, a Newco anunciou parceria com a Edgio para melhorar seus serviços de televisão via streaming gratuita suportada por anúncios através da implementação do chamado Uplynk.

### Streaming
Em dezembro de 2022, lançou a plataforma de streaming Newco Plus. Em 12 de junho de 2024, a Newco lançou a plataforma de streaming e IPTV New Brasil Plus.

## Canais
- BandNews TV
- BandSports
- Terraviva
- SexPrivé (em parceria com a Brasileirinhas)
- Arte 1
- AgroMais
- Sabor & Arte
- New Brasil

### Canais anteriores:
- Smithsonian Channel (em parceria com a Paramount Media Networks)
- Canal Empreender (em parceria com o Serviço Brasileiro de Apoio às Micro e Pequenas Empresas)